# Щ-401
Щ-401 (до 16 мая 1937 — Щ-313) — советская дизель-электрическая торпедная подводная лодка времён Второй мировой войны, принадлежит к серии X проекта Щ — «Щука». Входила в состав Балтийского флота и Северного флота.

## История корабля
Лодка была заложена 1 декабря 1934 года на заводе № 189 «Балтийский завод» в Ленинграде под строительным номером 253 и названием Щ-313, спущена на воду 28 июня 1935 года. 17 июля 1936 года вступила в строй, 23 июля вошла в состав Балтийского флота ВМФ СССР.

### Служба
17 мая 1937 года корабль получил название Щ-401, в мае-июне был переведён по Беломорско-Балтийскому каналу на Северный флот, в июне стал первым кораблём 2-го дивизиона подводных лодок.
В Советско-Финской войне Щ-401 участия не принимала, так как находилась в ремонте. Начало Великой Отечественной войны корабль встретил в полной готовности и вышел в море в первый же день, при этом обеспечивающим действия молодого командира А. Е. Моисеева был командир дивизиона И. А. Колышкин.
Всего за годы войны Щ-401 совершила 8 боевых походов, проведя в них 127 суток, выполнила 8 торпедных атак с выпуском 19 торпед, потопила одно судно: 23 апреля 1942 года трёхторпедным залпом потоплен транспорт «Stensaas» (1359 брт), перевозивший в Киркенес снаряжение для горнострелкового корпуса.
Охранявшие конвой корабли преследовали субмарину, но признаков поражения не заметили, а в отчётах отмечали правильную тактику её действий: движение одновременно с преследующими кораблями и остановка моторов во время гидроакустического поиска. На вызов берега 26 апреля Щ-401 не ответила, точная причина её гибели остаётся не известной, место гибели также не найдено.

### Командиры
- июль 1936 — сентябрь 1937: Иван Александрович Немченко
- сентябрь 1937 — июнь 1938: Михаил Петрович Августинович
- июнь 1938 — октябрь 1939: Константин Матвеевич Шуйский. Снят с должности после гибели Щ-424.
- 1940: Михаил Иванович Никифоров
- ноябрь 1940 — апрель 1942: Аркадий Ефимович Моисеев